# Девели Енидже
Девели Енидже (на турски: Yenice) е село в Източна Тракия, Турция, Вилает Родосто.

## География
Селото се намира на 22 км източно от Малгара.

## История
В началото на 20 век Девели Енидже е село в Малгарска кааза на Османската империя. Според статистиката на професор Любомир Милетич в 1912 година в селото живеят 60 семейства помаци.